# Осада Камбре (1677)
Осада Камбре (фр. Siège de Cambrai) — осада французской армией контролируемого испанцами города Камбре в 1677 году в ходе Голландской войны, завершившаяся падением города.

## Предыстория

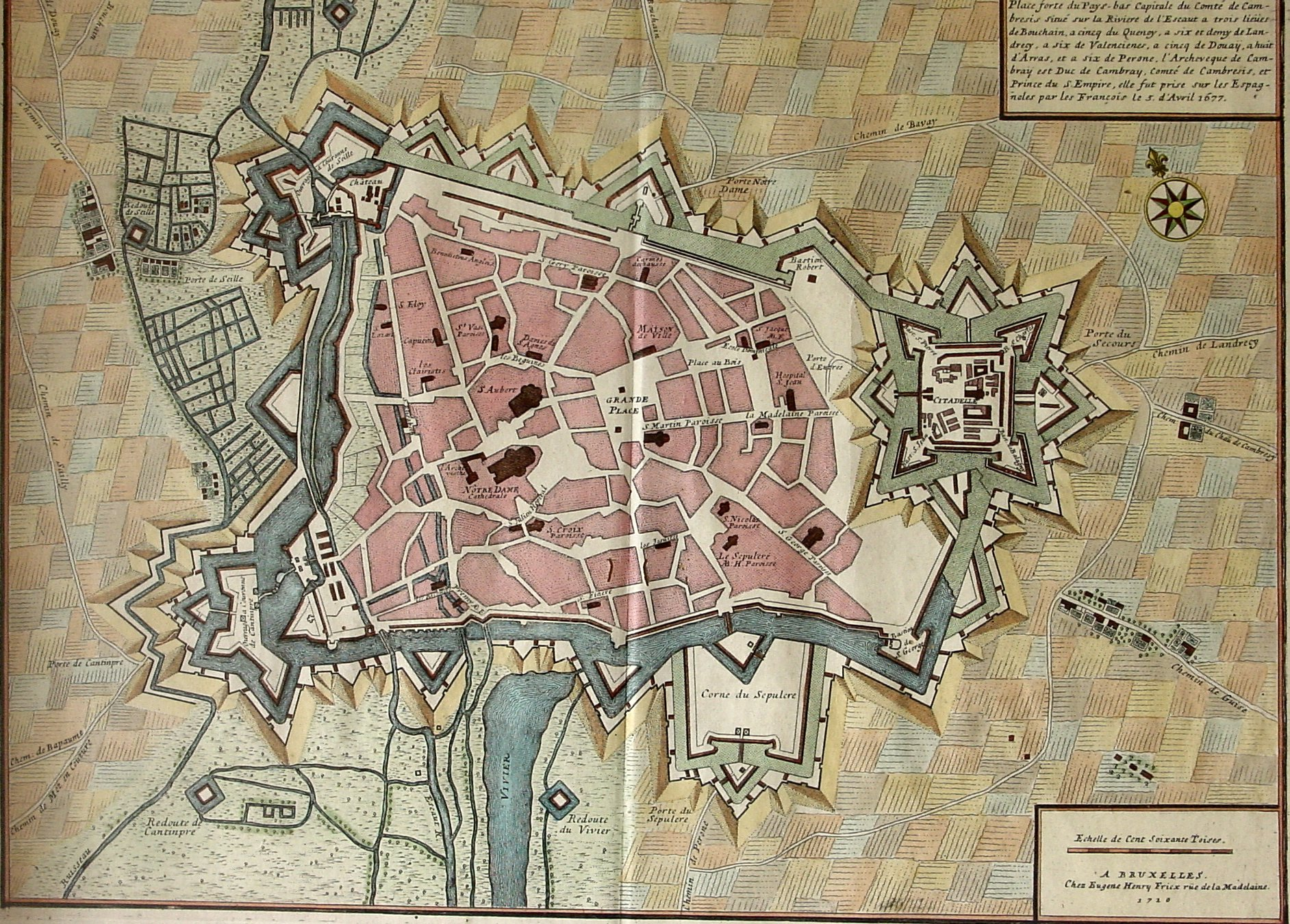
План Камбре, 1710.

В середине XVI века главы французских правительств Сюлли и Ришельё сформулировали в качестве главной цели внешней политики «восстановить [Францию] в её первозданной силе и прежнем великолепии» и «восстановить Францию на всех землях, где жили древние галлы», в том числе в Артуа, Эно и провинциях Нидерландов. Во время правления Людовика XIV Камбре безуспешно осаждался французами в 1649 и 1657 годах.
В 1667 году Людовик XIV начал войну с Испанией за Испанские Нидерланды. В течение лета 1667 года французы взяли Шарлеруа, Турне, Дуэ и Лилль, а в феврале 1668 года Франш-Конте. В соответствии с соглашением в Экс-ла-Шапель (1668), Испания отказалась от Шарлеруа, Дуэ, Турне, Куртре и нескольких других городов.
В результате граница между двумя государствами приобрела крайне витиеватый вид: принадлежавшие испанцам Камбре и Валансьен глубоко вдавались во французские территории, при этом они были зажаты между французскими Аррасом и Ландреси. В 1673 году Вобан выступил в письме к Лувуа с призывом «спрямить» границу.
В 1672 году военные действия возобновились, теперь врагом французов стала протестантская Голландия, а вскоре и её союзники — Испания и Священная Римская империя. Французская профессиональная армия, хорошо оплачиваемая и организованная, включавшая в себя более 279 000 солдат, на тот момент была лучшей армией в Европе. В ходе начавшейся войны французы без видимого труда захватывали крепости противников, защищаемые малочисленными гарнизонами.
Весной 1676 года французы заняли Бушен и Конде-сюр-л’Эско, а 17 марта 1677 года взяли штурмом Валансьенн. Людовик XIV, чтобы «обеспечить навсегда неприступность своих границ», решил взять Камбре и возглавил осаду, в то время как его брат Филипп I Орлеанский осадил Сент-Омер.

## Приготовления

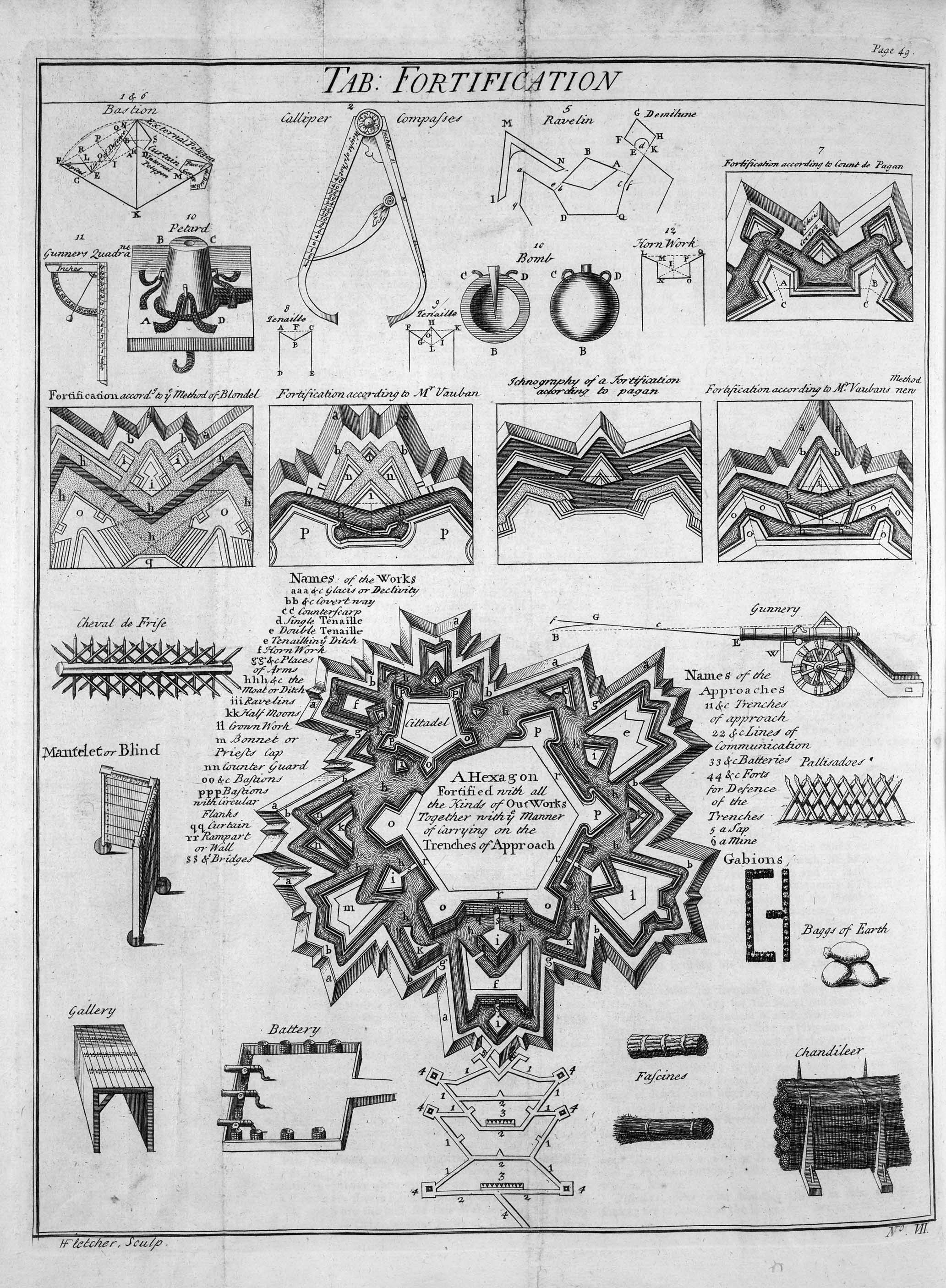
Описание укреплений Камбре.

Камбре славился своими укреплениями. Буало писал:
«Камбре и Сент-Омер были двумя сильнейшими крепостями. Эти города, расположенные на границах Франции, служили передовыми позициями испанцев. Камбре было особенно грозным. Короли Испании считали это место более важным, чем вся остальная Фландрия».
Оборону города обеспечивали река Шельда на юге и западе от города, которую можно было перекрыть и затопить близлежащие территории, а также цитадель, построенная в 1543 году по приказу Карла V на северо-востоке. Наконец, осаду осложняла холодная погода, дождь со снегом.
С другой стороны, Камбре был изолирован и не мог рассчитывать на чью-либо помощь. Губернатор дон Педро де Сабала был стар и немощен, а гарнизон состоял в основном из отставным солдат. Цитадель же, несмотря на свою репутацию, была невелика и уязвима для пушечного огня.
Шпионы Лувуа сообщил ему о настроениях жителей Камбре: «они не агрессивны и не имеют никаких особых связей с Испанией. Кроме того, быстрый захват Валансьенна удержит их от сопротивления».

## Осада
22 марта король с маршалом Фёйядом переехал в Айван, откуда стал лично руководить осадой города. Маршал Люксембург занял позиции у Мольера, маршал Лорже — у Эскодевра, а маршал Шомберг — у Рамильи. В свите короля также были министры Лувуа и Помпонн, а также духовник короля де Лашез.
Французская армия состояла из 38 пехотных батальонов и 48 кавалерийских эскадронов, в общей сложности более 40 000 солдат. Испанцы имеют только порядка 4000 защитников города.
Вобан, командующий операцией, начал строить осадную линию вокруг города, чтобы блокировать подвоз ресурсов и лишить защитников надежды на помощь извне. Наиболее уязвимы городские укрепления были с севера. Воспользовавшись этим, французы вырыли траншею возле северных ворот Нотр-Дам. С помощью 7000 крестьян из Пикардии окопные работы шли стремительно, несмотря на крайне холодную и дождливую погоду.
30 марта первые батареи начинают обстреливать три равелина и сами ворота Нотр-Дам.
2 апреля французские войска захватили равелин между воротами Сель и Нотр-Дам.
5 апреля испанцы оставили город и укрылись в цитадели.
В ночь с 11 на 12 апреля французы подорвали городские укрепления на бастионе Сен-Шарль. Губернатор Сабала, однако, отказался капитулировать.
17 апреля, после того как французы пригрозили взорвать два мощных заряда, которые привели бы к разрушению оставшихся укреплений города, раненый в ногу губернатор Сабала заявил о капитуляции.
19 апреля 1677 года Сабала, лежа на носилках, вручил королю ключи от цитадели. Оставшиеся в живых 2000 защитников города с честью покинули город. Французы потеряли в осаде более 1200 ранеными или убитыми.
20 апреля Людовик XIV вошел в город и посетил мессу в местном соборе. Он также посетил цитадель и нашел её не столь сильной, как он полагал ранее.
21 апреля король Франции назначил губернатором Камбре маркиз де Сезена. На следующий день король покинул город.
Завоевание Камбре возвеличило славу короля. По договору в Неймегене, подписанному 10 августа 1678 года, Камбре оставался под контролем французов.